# محمد الكندري
الدكتور محمد الكندري، مواليد (1971-) ، عضو سابق في مجلس الأمة الكويتي.

## سيرة مختصرة
الدكتور محمد حسن يوسف علي محمد شهاب الكندري من مواليد 1971 حاصل على شهادة الطب والجراحة - كلية الطب - جامعة الكويت عام 1999 ، حاز على عضوية مجلس الأمة الكويتي عن الدائرة الانتخابية الاولي خلال أعوام 2008 وعضوية مجلس الامة ديسمبر 2012 المبطل بحكم المحكمة الدستورية.

## الشهادات العلمية
- شهادة الطب والجراحة - كلية الطب - جامعة الكويت عام 1999.
- شهادة البكالوريوس في العلوم الطبية الأساسية - كلية الطب - جامعة الكويت 1996.

## المهن والوظائف
- طبيب عام في مستشفى الفروانية 1999 - 2000.
- طبيب جراحة عيون - مركز البحر للعيون 2000 - 2005.
- طبيب صحة مهنية إدارة الصحة المهنية - وزارة الصحة العامة 2005.

## الخبرات النقابية
- عضو في الجمعية الطبية الكويتية.
- عضو في الجمعية الكويتية للمقومات الأساسية لحقوق الإنسان.
- عضو سابق في الرابطة الكويتية لطب وجراحة العيون.
- عضو سابق في مجلس إدارة الرابطة الكويتية لطب العيون.
- عضو مشارك في العديد من المؤتمرات والدورات الصحية المحلية والخارجية.
- ناشط سياسي ، وله العديد من الآراء والمواقف تجاه القضايا السياسية المختلفة ، وخاض الانتخابات البرلمانية عام 2003 في الدائرة 13 بالرميثية.

## السيرة البرلمانية
شارك في انتخابات مجلس الأمة الكويتي 2003 في الدائرة الثالثة عشر، وحصل على المركز السادس برصيد 950 صوت وخسر الانتخابات ، وشارك في انتخابات مجلس الأمة الكويتي 2008 في الدائرة الأولى، وحصل على المركز العاشر برصيد 6064 صوت وفاز بالانتخابات.